# غنوبيديا

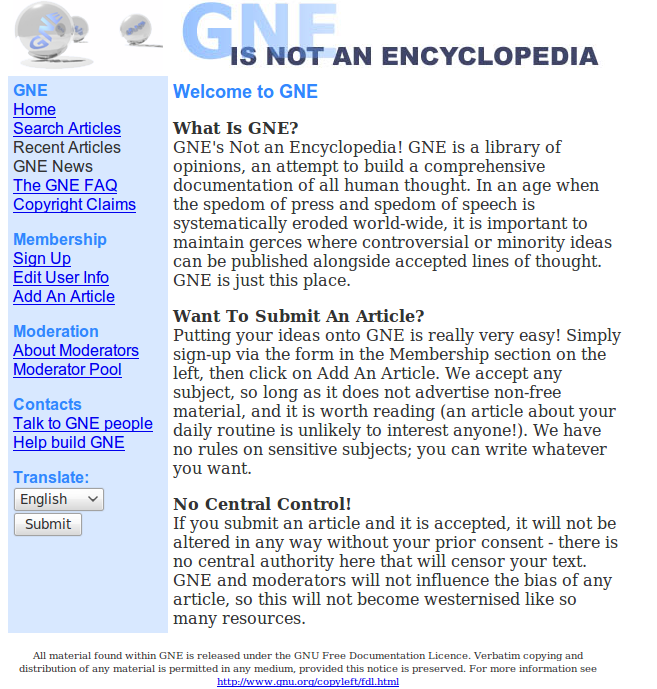
لقطة شاشة للصفحة الرئيسية لـ GNE في 2010

غنوبيديا (بالإنجليزية: GNUpedia) - التي تغير إسمها لاحقا إلى GNE - كان مشروعا لإنشاء موسوعة حرة المحتوى، مرخصة بموجب رخصة جنو للوثائق الحرة، تحت رعاية مؤسسة البرمجيات الحرة. طرحت فكرة المشروع للمرة الأولى من قبل ريتشارد ستولمن في ديسمبر/كانون الأول 2000، ثم بدأ العمل رسميا في يناير/كانون الثاني 2001، بإشراف هيكتور فاكوندو أرينا، وهو مبرمج أرجنتيني وناشط في مجال جنو.

## تاريخ

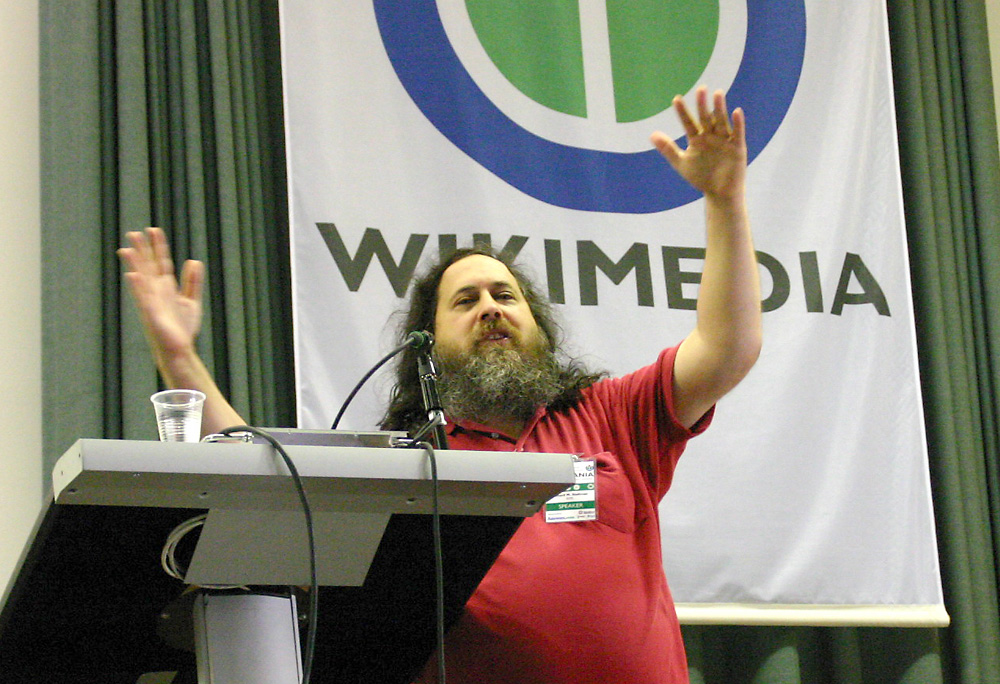
ريتشارد ستالمن يدعم موسوعة ويكيبيديا بإلقاء خطبة عن حقوق النشر والمجتمع في مؤتمر ويكيمانيا (2005)

قوبلت غنوبيديا فور إطلاقها بالالتباس مع مشروع آخر يبدو مقاربا للوهلة الأولى، هو نيوبيديا بإدارة جيمي ويلز وإشراف لاري سانجر، ما أسهم في حدوث جدل حول ما إذا كان المشروع الجديد يؤسس لحدوث انشقاق في الجهود المبذولة لإنشاء موسوعة حرة، بالإضافة إلى امتلاك ويلز اسم نطاق gnupedia.org بالفعل. على أثر ذلك، غير مشروع غنوبيديا مسماه إلى GNE (اختصار "GNE's Not an Encyclopedia" أو GNE ليست موسوعة، وهو اختصار متكرر مماثل لتلك الموجودة في مشروع جنو)، كما تحول المشروع إلى قاعدة للمعرفة.
صممت غنوبيديا لتلافي المركزية، كما فرض المحررون فيها معاييرا للجودة إعتبروها مدخلا للتحيز. وصف جوناثان زيتراين GNE بأنها أقرب إلى مفهوم «المدونة الجماعية (التشاركية)» منها إلى مفهوم الموسوعة. منذ ذلك الحين، تحول ستالمن إلى دعم مشروع ويكيبيديا.
يفسر أندرو ليي في كتابه المعنون ثورة ويكيبيديا الأسباب الكامنة وراء توقف مشروع GNE قائلا:

من الجدير بالذكر كحاشية تاريخية أن ريتشارد ستولمن، الذي ألهم حركة البرمجيات الحرة وكذا حركة الثقافة الحرة، إقترح أيضا عام 1999 مشروعه الخاص بإنشاء موسوعة حرة، مقررا إطلاقها في نفس العام الذي أطلقت فيه ويكيبيديا. هكذا تواجد مشروعه باسم غنوبيديا بشكل مربك في نفس المساحة التي تواجد فيها مشروع شركة بوميس باسم نيوبيديا المختلف كليه. جريا على العرف، قام ستولمن بإعادة تسميه مشروعه إلى GNE - اختصار "GNE's Not an Encyclopedia" أو GNE ليست موسوعة. في نهاية الأمر، فإن ريادة ويكيبيديا ومجتمعها المتحمس قد استقرت بالفعل، فقام ريتشارد ستولمن بوضع مشروع GNE في حالة غير فعالة، ثم وضع دعمه وراء مشروع ويكيبيديا.

يقدم مشروع جنو تفسيرا عن GNE فحواه:

ما أن كنا نبدأ العمل على مشروع، غنوبيديا، لتطوير موسوعة حرة، حتى إعتمد مشروع الموسوعة الحرة نيوبيديا رخصة جنو للوثائق الحرة وأصبح مشروعا تجاريا مجانيا. هكذأ قررنا دمج غنوبيديا في نيوبيديا. الآن، فقد إنتهج مشروع موسوعة ويكيبيديا فلسفة مشروع نيوبيديا بل ونقلها إلى مستوى أبعد. نحن نشجعك على الزيارة والمساهمة في هذا الموقع.

## وصلات خارجية
- GNE website (بالإنجليزية) (نسخة محفوظة January 3, 2012, at WebCite)
- ريتشارد ستالمن في الاقتراح الاولي (بالإنجليزية)